# Alto Feliz
Pour les articles homonymes, voir Alto (toponymie) et Feliz (homonymie).
Alto Feliz est une ville brésilienne de la mésorégion métropolitaine de Porto Alegre, capitale de l'État du Rio Grande do Sul, faisant partie de la microrégion de Montenegro et située à 87 km au nord de Porto Alegre. Elle se situe à une latitude de 29° 23′ 33″ sud et à une longitude de 51° 18′ 45″ ouest, à 285 m d'altitude. Sa population était estimée à 2 934 en 2007, pour une superficie de 79 km2. L'accès s'y fait par les RS-122, RS-452 et RS-826.
Les colons allemands arrivèrent en 1846, s'établissant sur un morro ("colline") appelée Batatenberg. Les Italiens suivirent à partir de 1865.
En 1900 fut construite la route de liaison avec Porto Alegre, et les habitants descendirent du morro pour s'établir sur son long.

## Villes voisines
- Farroupilha
- Caxias do Sul
- Vale Real
- Feliz
- Bom Princípio
- São Vendelino
- Carlos Barbosa